# Fernando Carbajal
Fernando Carbajal (Ciudad Autónoma de Buenos Aires, 15 de agosto de 1964) es un abogado y político argentino. Desde el 10 de diciembre de 2021, ocupa el cargo de Diputado Nacional por la provincia de Formosa integrando el bloque de la Unión Cívica Radical.

## Biografía y trayectoria
Pasó su niñez y adolescencia en Goya (Corrientes). En 1982 se trasladó a la Ciudad de Corrientes para estudiar Derecho en la Universidad Nacional del Nordeste, obteniendo su título de abogado en 1986. Paralelamente trabajó como administrativo en el Ministerio de Agricultura y Ganadería de la Provincia de Corrientes. Allí comenzó la militancia en la Franja Morada.
Fue dos veces Secretario del Centro de Estudiantes de Derecho de la UNNE y Presidente de la Federación Universitaria del Nordeste. También fue Miembro del Consejo Directivo de la Facultad de Derecho de la UNNE, participando de la primera elección de autoridades universitarias autónomas tras el restablecimiento democrático. 
En el año 1988 se radicó en la Ciudad de Formosa; donde ejerció su profesión de abogado y se desempeñó en el sector público como funcionario del Tribunal de Cuentas de la Provincia de Formosa (1988-1993),  asesor de la Universidad Nacional de Formosa (1989) y asesor Legislativo de la Honorable Cámara de Representantes de la provincia de Formosa (1993-1999). Posteriormente se trasladó a Corrientes, donde fue Juez Civil en comisión (2000-2001) y Juez en comisión de la Camara Criminal de la Provincia (2004), habiendo sido Fiscal de Estado  de dicho  Provincia (2006-2009), asesor de la Cámara de Diputados de la Provincia de Corrientes (2010-2011) y Delegado Regional del Ministerio de Seguridad de La Nación para la región NEA (2011-2012).

## Juez Federal
En diciembre de 2018 ocupó el cargo de Juez Federal Subrogante de la Provincia de Formosa, que ejerció hasta diciembre del 2020. En enero de 2021 fue designado Juez Federal Subrogante de Presidencia Roque Saenz Peña, cargo que ejerció hasta su renuncia en julio del 2021.

### Rincón Bomba
En la Magistratura se destaca el fallo que dictó en la causa de la Masacre de Rincón Bomba, condenando al estado y calificando los hechos como crímenes de lesa humanidad. Estableció reparaciones patrimoniales, becas y un monumento. En el primer caso en América Latina y a 72 años de la masacre, hizo lugar a la demanda que había presentado la Federación de Comunidades Indígenas del Pueblo Pilagá. Dicho fallo tuvo amplia repercusión nacional e internacional.

### Caso Varados
También adquirió notoriedad mientras subrogaba el juzgado Federal N° 2 de Formosa, por los fallos dictados en tutela de los derechos humanos con los “varados”, ciudadanos a los cuales el Gobierno local de Gildo Insfrán le impedía regresar a sus hogares durante la pandemia de COVID-19 en 2020,  Como consecuencia, el gobierno local apresuró la designación  del Juez titular y Carbajal dejó el cargo en diciembre del año 2020.

## Diputado nacional (2021-actualidad)
Carbajal fue electo diputado nacional en las Elecciones legislativas de Argentina de 2021 por la coalición Juntos por el Cambio para el periodo 2021-2025.
En las elecciones de 2023 fue candidato a gobernador de Formosa acompañado por la abogada, María Fernanda Insfrán logrando el 20,20%.